# 東沖洲
東沖洲（ひがしおきのす）は、徳島県徳島市の町名。現行行政地名は東沖洲一丁目及び東沖洲二丁目。郵便番号は〒770-0873。
電話番号は088-664を使用している。

## 地理
徳島市の東部、沖洲地区に属している。徳島小松島港に浮かぶ人工島・マリンピア沖洲一帯が徳島市東沖洲であり、島内へは南側と中ほどにそれぞれ橋が計2本あり、通行が可能となっている。

## 歴史
1964年に埋立の計画が提案され、1993年に第1期埋立が完了し、東沖洲という町名が誕生した。現在は第2期埋立が開始されている。

## 交通

### バス
JR徳島駅前より沖州・南海フェリー（マリンピア経由）行きを利用。

### 道路
都道府県道
- 徳島県道204号徳島沖洲インター線

## 施設
- 徳島工業団地
- 沖洲マリンターミナル

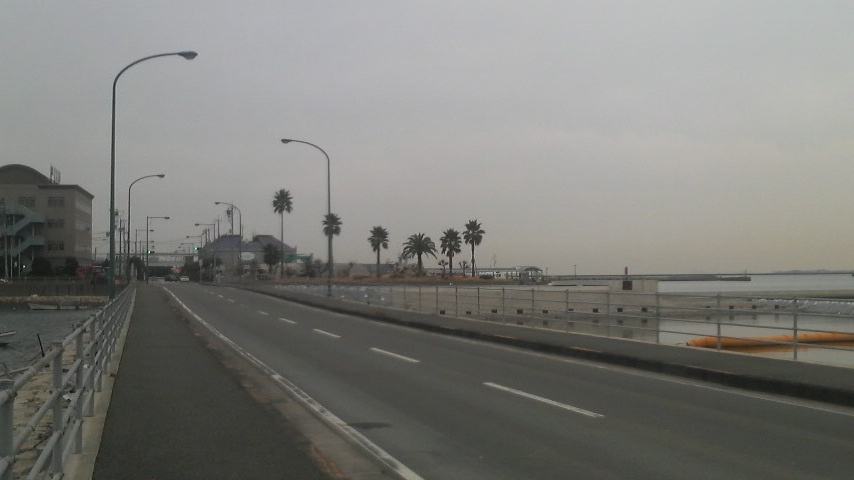
マリンピア沖洲

- 徳島県立人権教育啓発推進センター（あいぽーと徳島）
- 郵便事業徳島ターミナル支店
- 徳島新鮮なっとく市
- サークル
- 中央技能講習所
- 天野鉄工所
- 大島鉄工
- 旭木工
- 稲垣
- 本四海峡バス徳島営業所

ほか